# Otto Licha
Otto Licha (ur. 2 listopada 1912, zm. 9 kwietnia 1996 w Schwaz) – austriacki piłkarz ręczny, medalista olimpijski.
Uczestnik letnich igrzysk olimpijskich. Na igrzyskach w Berlinie (1936) zagrał w trzech spotkaniach. Były to dwa wygrane pojedynki przeciwko reprezentacji Szwajcarii (14-3 i 11-6) i przegrana rywalizacja z Niemcami (6-10). Licha nie zdobył bramek. Ostatecznie reprezentacja Austrii zdobyła srebrny medal, przegrywając z ekipą gospodarzy. 
Licha był w składzie reprezentacji narodowej, która na mistrzostwach świata w 1938 roku zdobyła tytuł wicemistrzowski (najlepsi ponownie byli Niemcy). 